# Cryphia sarrothrypoides
Cryphia sarrothrypoides là một loài bướm đêm trong họ Noctuidae.